# Stanisław Ruziewicz
Stanisław Ruziewicz (ur. 29 sierpnia 1889 w Kołomyi, zm. 12 lipca 1941) – polski matematyk.

## Życiorys
Był profesorem politechniki i uniwersytetu we Lwowie, a także ostatnim przed wybuchem II wojny światowej rektorem Akademii Handlu Zagranicznego (od 1939 r.). W latach 1932/1933 był dziekanem Wydziału Matematyczno-Przyrodniczego UJK. Należał do tzw. lwowskiej szkoły matematycznej. Jego prace dotyczyły teorii mnogości i funkcji rzeczywistych. Był kuratorem i filistrem honorowym Korporacji Aragonia. Po zajęciu Lwowa przez ZSRR – nadal był do lata 1941 profesorem oraz przy rosyjskim rektorze – prorektorem Lwowskiego Państwowego Instytutu Handlu Radzieckiego. Aresztowany przez Gestapo 11 lipca 1941, a następnego dnia zamordowany przez rozstrzelanie. Dokładnych okoliczności śmierci nigdy nie wyjaśniono.